# Louis Hjelmslev
Louis Trolle Hjelmslev, född 3 oktober 1899 i Köpenhamn, död där 30 maj 1965, var en dansk lingvist vars idéer lade grunden för Köpenhamnsskolan i lingvistik. Han var professor i komparativ språkvetenskap vid Köpenhamns universitet från 1937. Tillsammans med Hans-Jørgen Uldall skapade han en ny språkteori, som han benämnde glossemantik. Han har vidare bidragit till semiotiken genom begreppsanalyser av centrala element för teorin.
Efter studier i komparativ lingvistik i Köpenhamn, Prag och Paris, inspirerades Hjelmslev av den nya strukturalistiska lingvistiken som grundats av Ferdinand de Saussure, och den lingvistiska Pragcirkeln. 1931 deltog han i grundandet av Cercle Linguistique de Copenhague, som fick världsrykte som ett av de ledande centren för lingvistik.
Han var son till matematikern  Johannes Hjelmslev (1873–1950).